# St. Erkenwald
St. Erkenwald ist ein alliteratives Stabreimgedicht aus dem 14. Jahrhundert, das in den Jahren 1386 oder 1390 von einem anonymen Autor verfasst wurde. Es handelt von Saint Erkenwald, der in den Jahren 675 bis 693 als Bischof der St Paul’s Cathedral in London eingesetzt war.

## Hintergrund
Einige Wissenschaftler nehmen an, dass dieses Werk von demselben Verfasser stammt, der die Handschriften des Cotton Nero A.x. (Abschnitt 3) verfasste, zu denen das Gedicht Pearl und die Romanze Sir Gawain and the Green Knight gehören. Das Manuskript wird als MS Harley 2250 in der British Library des British Museums aufbewahrt. Die erste moderne Überarbeitung wurde von Israel Gollancz 1922 veröffentlicht. Das Gedicht erzählt von einem angeblichen Wunder des nach seinem Tode heiliggesprochenen Bischofs Erkenwald von London. Es ist in 352 Langzeilen im mittelenglischen Cheshire-Dialekt geschrieben, wie er im 14. Jahrhundert in den nordwestlichen Midlands gesprochen wurde, dieser ähnelt den Mundarten der nahe gelegenen Grafschaften Derbyshire, Lancashire, Shropshire und Staffordshire.

## Inhalt
Als in London zur Zeit Erkenwalds die St Paul’s Kathedrale errichtet werden sollte, wurde dabei ein steinernes Grabmal entdeckt, das mit einer goldenen Schrift versehen war, die niemand entziffern konnte. So wurde beschlossen, das Grab zu öffnen. In ihm lag ein fürstlich gekleideter, fast unversehrt erhaltener Körper mit den Insignien eines Königs ausgestattet, der aussah, als würde er schlafen. Daraufhin wurde Bischof Erkenwald benachrichtigt, der das Grab verschließen ließ und die Nacht im Gebet verbrachte. Da der Tote nicht in den Registern erwähnt wurde, trat der Bischof an den Leichnam heran und, auf die Allmacht Gottes vertrauend, sprach ihn an, um zu erfragen, wer er sei.
Der Gefragte antwortete, er sei ein gerechter und hoch geehrter Richter gewesen unter der Regierung des bretonischen Königs Belin in der Stadt „Neu Troja“ (ehemaliger Name für den Ort an dem London gegründet wurde) rund 482 Jahre nach deren Gründung durch Brutus von Britannien. Der Bischof, der verwundert war, dass der Körper des Toten nach so langer Zeit noch immer frisch aussah, fragte ihn nun danach, wo seine Seele sei. Der Verstorbene antwortete, dass er ein Heide und den Gesetzen Gottes unkundig gewesen sei, weshalb seine Seele trotz all seiner guten Taten nicht errettet werden konnte. Die Umstehenden und der Bischof begannen bei dieser Nachricht zu weinen und Erkenwald wünschte sich, er könne diese Taufe nachholen. Als eine seiner Tränen auf das Antlitz des Toten fiel, sagte dieser, er preise Gott und danke dem Bischof dafür, dass er ihn durch diese Träne getauft und errettet habe. Kurz darauf zerfiel sein Körper zu Staub.
Die inhaltliche Darstellung des angeblichen Ereignisses, bei dem der Bischof einen längst verstorbenen Heiden bekehrt und ihm durch die Taufe den Weg in das Himmelreich öffnet, zeigt deutlich die Vorgehensweise der christlichen Kirche bei der Bekehrung der heidnischen Bevölkerung, die um das Jahr 597 begann. Der Dichter berichtet beispielsweise zu Beginn des Werkes vom Übergang des heidnischen Glaubens zum Christentum und davon, dass Kirchen an Orten errichtet wurden, an denen sich zuvor heidnische Tempel aus der Zeit der Eroberung des Landes durch die sächsischen Brüder Hengest und Horsa befanden. Diese neuen Kirchen erhielten dabei Namen christlicher Heiliger, so wurde beispielsweise Appolyn zu Saint Peter und Mahon zu Saint Margerete oder Saint Madelaine. Für die in der Gemeinde Londons neu zu errichtende Kathedrale von St. Paul verschweigt der Erzähler den Namen des ehemals hier verehrten Götzen, um so einen rein christlichen Hintergrund für das Wunder St. Erkenwalds zu schaffen.